# Francisco Muñoz (político)
Francisco Muñoz (n. 4 de junio de 1912 - f. 7 de octubre de 2010) fue un político argentino.

## Biografía
Francisco Muñoz nació en la ciudad de Buenos Aires, Argentina el 4 de junio de 1912. Proveniente de una familia de clase humilde de origen español, su padre trabajaba en la construcción y su madre era costurera. 
A los 17 años emprendió un viaje hacia San Antonio Oeste, donde vivía su hermana María Antonia, casada con don Pedro Vera, quien le daría su primer trabajo dentro de su negocio, vinculado al comercio de la lana. Trabajó en la contabilidad del negocio hasta el estallido de la Segunda Guerra Mundial en 1939, que llevó a la empresa a la quiebra.
Luego de la crisis empezó a llevar la contabilidad a varias firmas del lugar y abrió una cadena de cines que mantuvo hasta 1958 cuando decidió venderla e irse a trabajar con el por entonces primer gobernador electo de la Provincia de Río Negro, Edgardo Castello.

## Durante la Gobernación de Castello
Edgardo Castello, primer gobernador elegido mediante el voto popular de la Provincia de Río Negro, designó a Muñoz como Secretario General de la Gobernación, cargo al que siguió el de Ministro de Economía y primer presidente del Banco de la Provincia de Río Negro.

## Gobernador de la Provincia de Río Negro
El día 19 de marzo de 1962 el Presidente de la Nación, Arturo Frondizi ordena la intervención federal de la Provincia de Río Negro, nombrando a Rodolfo Santos Ferreira como interventor, Francisco asumió el día siguiente. El día 29 de marzo de 1962 Frondizi fue destituido mediante un golpe militar. Sorpresivamente, fue designado presidente José María Guido, civil y conocido de Muñoz. Estuvo en su cargo hasta el 1 de junio de 1962 cuando Guido nombra como interventor a Carlos S. Ramos Mejía.

## Años posteriores
En las Elecciones de 1963, Muñoz fue candidato a gobernador. Lo acompañaban Julio Salto y Justo Epifanio. En esa elección ganó Carlos Christian Nielsen. Le ofrecieron un cargo de senador pero no aceptó. Tras la derrota decidió retirarse de la política.

## Vida personal
Se casó con Angela Alejandra Fernández, con quien tuvo dos hijos: Horacio y Gloria Eleonor.